# Playground Music Festival
Playground Music Festival é um festival itinerante de música eletrônica, que ocorre dentro de um parque de diversões a céu aberto. O festival surgiu em Goiânia, em 2004, e desde então já passou por mais de 20 cidades brasileiras em 60 edições. O festival tem duração de mais de 12 horas ininterruptas de música e diversão. O público tem acesso aos brinquedos do parque e as apresentações de DJs nacionais e internacionais que se dividem em vários palcos em apresentações simultâneas